# 22831 Треванвурт
22831 Треванвурт (22831 Trevanvoorth) — астероїд головного поясу, відкритий 7 вересня 1999 року.
Тіссеранів параметр щодо Юпітера — 3,243.